# ぎふチャンはやり歌
『ぎふチャンはやり歌』（ぎふチャンはやりうた）は、岐阜放送ラジオで放送されている自社制作のラジオ番組。番組へのメッセージなどは受け付けていない。

## 概要
演歌歌手が月替わりで出演し、演歌・歌謡曲を紹介する番組。担当パーソナリティが、フリートークを展開した後、自身にまつわる告知を交えつつ、他の歌手の新曲を紹介する。
2020年からはコロナ禍に伴いゲスト出演はなく、ぎふチャンのアナウンサーが司会を務めている。
放送時間は、2022年3月までは月曜22:00-22:30であったが、翌4月より日曜14:00-14:30へ移動した。

### 現在のパーソナリティ
- 藤井裕生（ぎふチャンアナウンサー）

### 過去のパーソナリティ
- 小沢典子（ぎふチャンアナウンサー）

### 主なコーナー
- 新曲・注目曲

最新の演歌を毎週2曲ずつピックアップする。コロナ禍以降はゲストコーナーの時間を割き、紹介する曲数が増加した。
- ゲストコーナー

演歌歌手に生電話を繋ぐ。パーソナリティが藤井に交替した後は「コメントコーナー」としてリニューアルされ、歌手の告知後、曲を紹介するようになった。

## 備考
- 2020年1月2日、「ぎふチャンはやり歌 特別版」として、岐阜放送ラジオで放送された[1]。